# 북한말
북한말 또는 북조선말은 한국어 가운데 북한에서 사용되는 형태를 말한다. 북한말의 표준적인 형태인 문화어는 일제강점기에 어느정도 표준화된 한국어 문어에 평양말을 비롯한 북한말의 영향을 받아 형성되었다.

## 같이 보기
- 한국어의 남북 간 차이
- 남한말
- 조선민주주의인민공화국의 문법론
- 문화어